# Éverton Cardoso
Éverton Cardoso da Silva (ur. 11 grudnia 1988 w Nortelândii) – brazylijski piłkarz występujący najczęściej na pozycji ofensywnego pomocnika, obecnie zawodnik Botafogo.

## Kariera klubowa

### Brazylia
Éverton jest wychowankiem Parany, z której przeszedł w 2008 roku do Desportivo. 19 sierpnia 2008 na zasadzie wypożyczenia dołączył do CR Flamengo. Tam zadebiutował 21 sierpnia 2008 w popularnych derbach pomiędzy CR Flamengo a Fluminense FC, zwanych Fla-Flu. Akurat w tym spotkaniu padł wynik 2:2.
W 2009 roku trener Cuca zdecydował, że Cardoso będzie zmiennikiem Juana na lewej obronie. Swojego pierwszego gola dla CR Flamengo Éverton zdobył również w roku 2009 przeciwko Atlético Mineiro (3:1). W spotkaniu tym oprócz gola zaliczył również asystę i został wybrany jednym z najlepszych zawodników w meczu.

### Meksyk
W styczniu 2010 zawodnik przeszedł za kwotę 4 milionów euro (5,7 milionów dolarów) do meksykańskiego zespołu Tigres UANL. Był to trzeci najwyższy transfer w historii meksykańskiej Primera División, zaraz po kupnie Kolumbijczyka Aquivaldo Mosquery przez Américę (4,2 miliona euro). Brazylijczyk podpisał z tym zespołem 4-letni kontrakt. Podczas Torneo Bicentenario 2010 Cardoso doznał kontuzji, przez co wystąpił tylko w 8 meczach Tigres w tym sezonie. Do treningów po wyleczeniu urazu wrócił jesienią 2010, jednak nowy trener Ferretti nie widział dla niego miejsca w składzie.
Ostatecznie 17 stycznia 2011 Cardoso został wypożyczony do brazylijskiego Botafogo za sumę 450 tysięcy euro.

## Kariera reprezentacyjna
Piłkarz zaliczył dwa występy w reprezentacji Brazylii do lat 20.

## Osiągnięcia

### Flamengo
- Zwycięstwo
  - Campeonato Brasileiro Série A: 2009
  - Taça Rio: 2009
  - Campeonato Carioca: 2009